# Araya A. Hargate
 (août 2023).
Araya Alberta Hargate, (thaï : อารยา อัลเบอร์ตา ฮาร์เกท) née le 28 juin 1981 à Bangkok, est une mannequin et actrice thaïlandaise, d'ascendance britanniques et lao. Sa réalisation la plus remarquable est son rôle dans Doksom Sithong,.